# Osnabrück
Osnabrück er en by i Niedersachsen i Tyskland ca. 80 km nord/nordøst for Dortmund, 45 km nordøst for Münster og ca. 100 km vest for Hannover. Den ligger i en dal mellem Wiehengebirge og den nordlige spids af Teutoburgerskoven, som er en række parallelle højdedrag, som løber i retning sydøst mod Bielefeld og videre til Detmold. Pr. 31. december 2009 var befolkningstallet på 163.514. Det gør Osnabrück til den 3. største by i Niedersachsen.

## Historie
Osnabrück blev grundlagt i 780 af Karl den Store, frankernes konge, selvom datoen ikke er sikker. Formodentlig i 803 blev byen sæde for Osnabrücks Bispedømme. Denne datering er også usikker, men gør Osnabrück til det ældste bispedømme i Sachsen. I 889 fik den købmands-, told- og møntprivilegier af kong Arnulf af Kärnten. Den blev første gang betegnet som "by" i optegnelser fra 1147. I 1157 gav kejser Frederik Barbarossa byen befæstningsprivilegier (Befestigungsrecht). De fleste af tårnene, som var en del af den middelalderlige befæstning, ses i byen i dag. Osnabrück blev medlem af Hanseforbundet i det 12. århundrede.
Byen, som stadig har bispesæde, har en katedral i senromansk stil. Selv om intet er tilbage af den oprindelige katedral fra byens grundlæggelse, har udgravninger sporet de ældste dele af den nuværende bygning tilbage til det 10. århundrede. Det meste af den stammer dog fra det 12. og 13. århundrede med koret som en senere gotisk tilføjelse. Det sydvestlige tårn, som også blev tilføjet senere i gotisk stil, fylder fire gange så meget som det ældre, nordvestlige tårn. Planen om at rejse det andet tårn blev aldrig til noget, så de to tårne har meget forskellige proportioner.

Efter at befolkningen tilsluttede sig den protestantiske reformation, kom en langvarig konflikt med den katolske biskop. En konflikt, som først blev løst i det 17. århundrede. Den vigtigste begivenhed i byens historie var forhandlingerne fra 1643 til 1648, som førte til den westfalske fred, der afsluttede Trediveårskrigen. Fordi de katolske og protestantiske delegationer nægtede at forhandle ansigt til ansigt, sad katolikkerne i Münster og protestanterne i Osnabrück. Friedenssaalen, hvor forhandlingerne fandt sted, kan ses i byens imponerende rådhus fra 1517. Den westfalske fred førte til den unikke ordning, at byen skulle styres skiftevis af en romersk-katolsk og af en protestantisk biskop (der blev udnævnt af hertugerne af Braunschweig-Lüneburg). Det førte til, at den sidste fyrstebiskop, Prins Frederick, hertug af York og Albany (1763-1827), blev valgt som biskop 196 dage gammel, for at han så kunne beholde stillingen længst muligt. I dag er byens befolkning nogenlunde ligelig fordelt mellem de to trosbekendelser. 
I kølvandet på sekulariseringen, som gik forud for opløsningen af det Tysk-romerske rige, blev bispesædet i Osnabrück annekteret af kongeriget Hannover i 1803. Det blev godkendt af Wienerkongressen i 1815. Først i 1858 blev bispedømmet genoprettet som en kirkelig entitet, mens byen fortsat tilhørte Hannover og dermed blev en del af Preussen, da Hannover blev annekteret i 1866.
Osnabrück led voldsomt under bombetogterne i slutningen af 2. verdenskrig. Nogle historiske bygninger er blevet genopført. Derfor er nutidens Altstadt måske ikke fuldstændig original, men den giver dog stadig et indtryk af en middelalderby.
Osnabrück havde en British Army garnison som en del af British Forces Germany (BFG). Mange kaserner lå i byen:; den største var Imphal Barracks med lokalt hovedkvarter i Quebec Barracks. Garnisionen blev endelig opløst 1. april 2009,  efter at styrkerne var flyttet til Storbritannien.
Byen huser også karrosserifabrikanten Karmann, som bl.a. har bygget Volkswagen Karmann Ghia, Volkswagen Golf Cabriolet og Volkswagen Golf Variant.

## Berømte personligheder fra Osnabrück
Personligheder fra Osnabrück er forfatteren Erich Maria Remarque og maleren Felix Nussbaum, til hvem byen byggede et meget moderne museum designet af Daniel Libeskind. Det åbnede i 1998. Det ligner en nedskaleret version af den samme arkitekts velkendte Jüdisches Museum Berlin. Den britiske kong George 1. blev født og voksede op her, og poeten og videnskabsmanden Johann Ernst Hanxleden blev også født i Osnabrück ligesom den nuværende premierminister i Niedersachsen, Christian Wulff og reggaemusikeren Gentleman.

## Akademisk uddannelse i Osnabrück
Som supplement til Universität Osnabrück (Osnabrücks universitet) og Fachhochschule Osnabrück (Universitet for anvendt videnskab), har Katholische Fachhochschule Norddeutschland (det katolske universitet i Nordtyskland) nogle fakulteter i byen.

## Trafik
Osnabrück er forbundet med A1, A33 og A30.
Den deler Münster/Osnabrück lufthavnen med byen Münster.

## Venskabsbyer
- Derby, Storbritannien